# Heliotropium ciliatum
Heliotropium ciliatum är en strävbladig växtart som beskrevs av William Kaplan. Heliotropium ciliatum ingår i Heliotropsläktet som ingår i familjen strävbladiga växter. Inga underarter finns listade i Catalogue of Life.